# Pupisoma orcula
Pupisoma orcula е вид коремоного от семейство Valloniidae.

## Разпространение
Видът е разпространен в Микронезия.